# Máriafalva (Ausztria)
Máriafalva (németül Mariasdorf) mezőváros Ausztriában, Burgenland  tartományban, a Felsőőri járásban.

## Fekvése
Felsőőrtől 9 km-re északra fekszik.
A kataszteri közösségek Őribánya, Grodnó, Mariasdorf, Szalónakújtelek és Fehérpatak.

## Nevének eredete
Nevét Mária Mennybevétele (Nagyboldogasszony) tiszteletére szentelt római katolikus templomáról kapta. A legkorábbi írásos emlékek Menhárd, illetve Menhárt néven emlegetik (feltehetőleg „Menhard” vagy „Meinhart” német származású telepes neve után), de később „Marchhartstorff”-ként és „Moristorf”-ként bukkan elő feljegyzésekben. Mai magyar nevén első ízben 1697-ben szerepel Kazó János feljegyzéseiben.

## Története
A régészeti leletek tanúsága szerint Máriafalva már az ősidők óta lakott hely. Ezt bizonyítják a korai bronzkorból előkerült tárgyak, valamint az itt talált számos kelta halomsír.
1388-ban „Menhard” néven említik először abban az oklevélben, melyben Zsigmond király a borostyánkői uradalmat a Kanizsai családnak adja zálogba. 1392-ben a Kanizsaiak az uradalom tulajdonát is megkapták. Ebben az oklevélben a Máriafalva még  „Menhart” néven szerepel, később „Marcharsdorff”, majd „Morisdorf” a neve. A falu területén 1335-ből származó ezüstpénzlelet került elő. A Kanizsaiak vasércbányát nyittattak a község határában 1409-ben a Kanizsaiak kezdték meg a falu legfőbb ékességét képező templom építtetését is gótikus stílusban. 1446-ban a falu a Königsberg család tulajdona lett. 1532-ben elpusztították a Kőszeg várát ostromló török hadak tatár segédcsapatai. 1580 körül a reformáció hatására lakói evangélikusok lettek. 1636-ben az uradalommal együtt a Batthyány család birtoka lett, akik 1644-ben elűzték az utolsó evangélikus prédikátort és a falu népe visszatért a katolikus hitre. A római katolikus iskolaépület 1770-ben szerepel először a falu ingatlankataszterében. Az evangélikusok szabad vallásgyakorlását csak II. József türelmi rendelete tette ismét lehetővé. Az evangélikus iskolát 1845-ben említik először. 1849-ben egy tűzvészben a falu súlyos károkat szenvedett. 1899 és 1913 között sok lakója vándorolt ki a tengerentúlra.

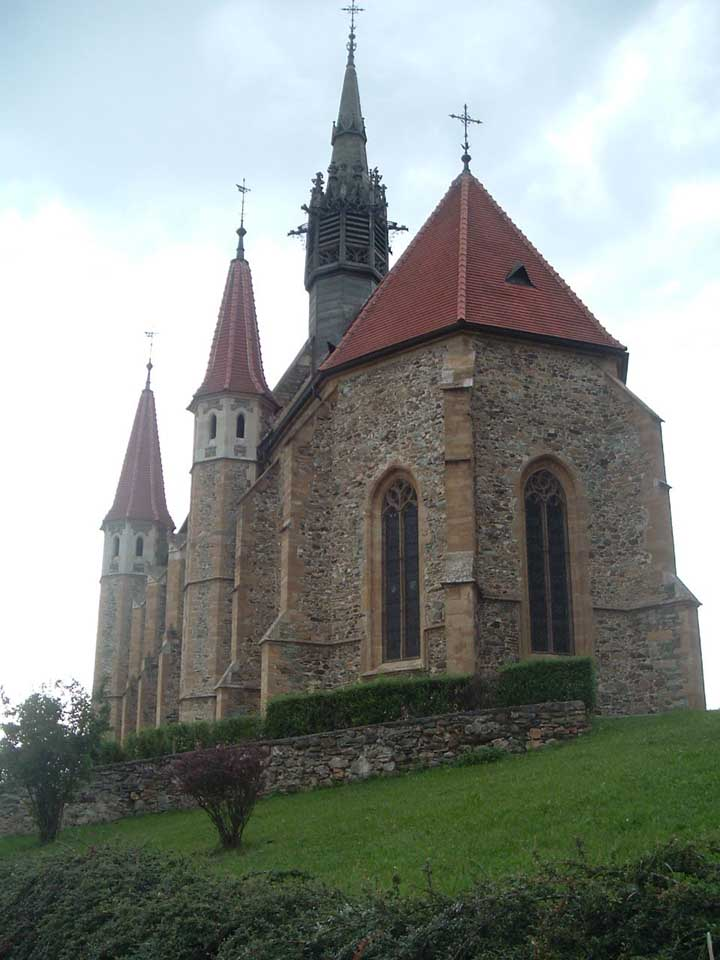
A templom a szentély felől nézve

Vályi András szerint "MARIASDORF. Német falu Vas Várm. földes Ura G. Batthyáni Uraság, lakosai katolikusok, fekszik Szalonakhoz 1 mértföldnyire, földgye sovány, keresetre módgyok vagyon."
Fényes Elek szerint "Mariasdrof, német falu, Vas vármegyében: 158 kath., 292 evang. lak., kath. paroch. szentegyházzal. Hegyes határ. Hegyeiben kőszén találtatik. A borostyánkői uradalomhoz tartozik. Ut. posta Kőszeg."
Vas vármegye monográfiája szerint "Máriafalva, 68 házzal és 489 németajkú r. kath., ág. ev. és ev. ref. lakossal. Postája Felső-Eőr, távírója Tarcsa. Szép gótikus kath. temploma 1469-ben épűlt; Steindl Imre tanár restaurálta. A XVI. század elején az evangélikusok és katholikusok felváltva használták. Műtörténeti szempontból a templom elsőrendű emlékeink közé tartozik. A pécsi Zsolnay-gyár készítette uj majolika fő-oltár a magyar műiparnak valóságos remeke. A község határában barnaszénbánya van."
A trianoni békeszerződésig Vas vármegye Felsőőri járásához tartozott. 1921-ben Ausztria Burgenland tartományának része lett.

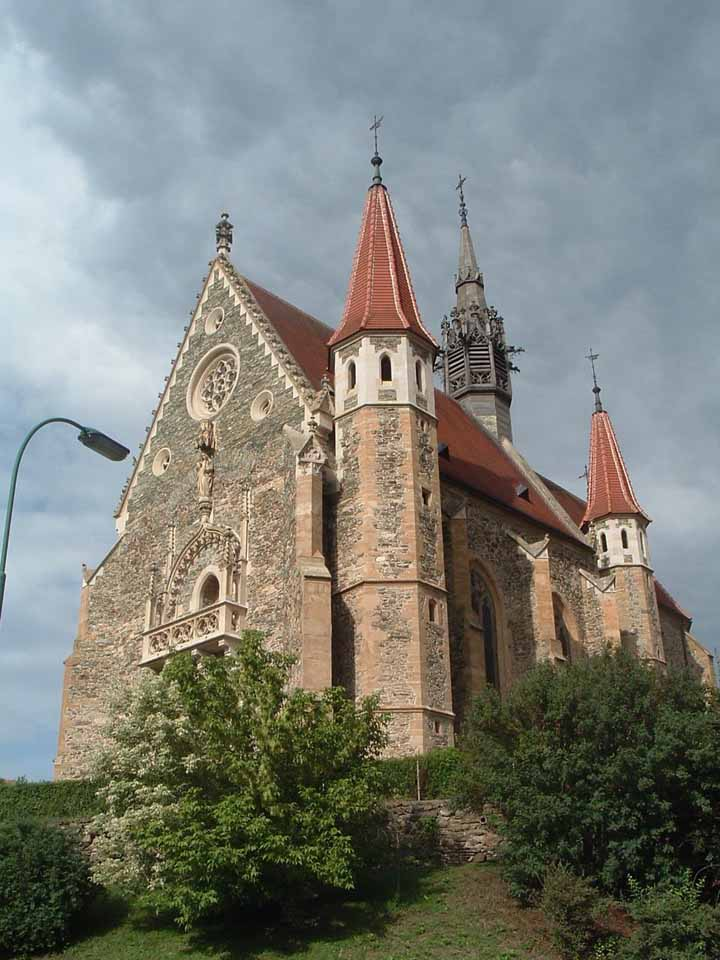
A templom falu felőli oldala

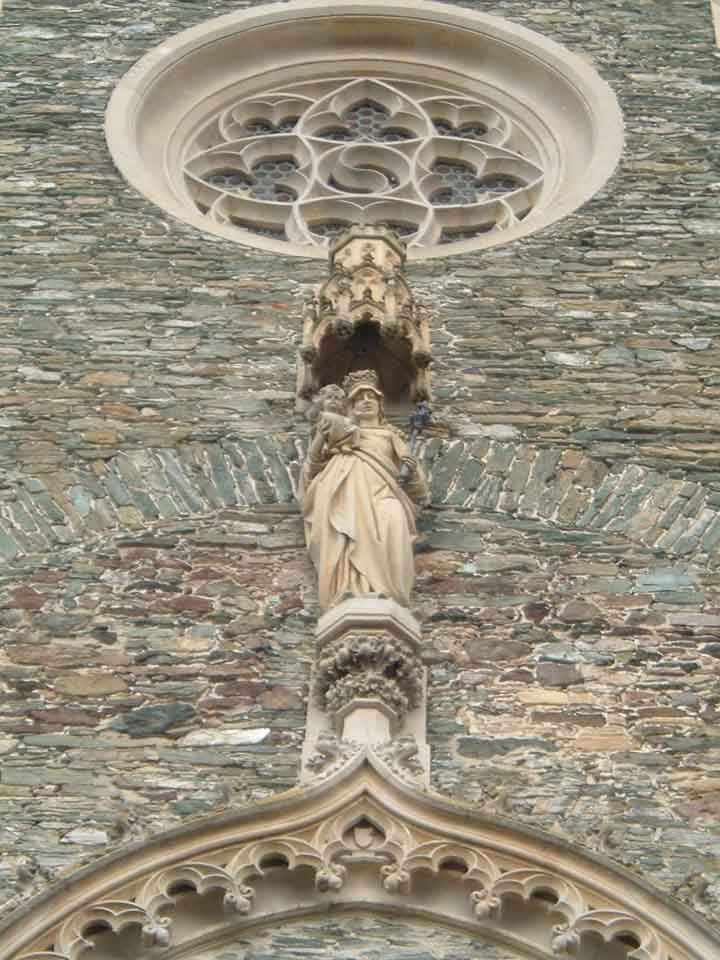
Az erkély felett álló Mária-szobor

## Népessége
1910-ben 1435 lakosából, 1327  német, 31 magyar, 5 horvát, 72 egyéb anyanyelvű volt.
2001-ben 1257 lakosa volt, ebből 1225 német, 10 magyar, 3 horvát, 19 egyéb nemzetiségű volt.

## Híres személyek
- Itt született 1874-ben Wossala Sándor magyar építész, műszaki főtanácsos.

## Nevezetességei
- Mária Mennybemenetele tiszteletére szentelt római katolikus temploma a tartomány legszebb késő gótikus katolikus temploma. A dombon álló templom méltóságteljesen magasodik a település háza fölé. Építését 1409-ben a Kanizsaiak kezdték meg gótikus stílusban. Az első építési szakasz 1490-ig tartott, de nem lett teljesen kész. Ekkor épült fel a templomhajó, a nyugati kapu a timpanonnal, a sekrestye az alatta levő osszáriummal, az északi falban látható szentségház az 1483-as bevésett évszámmal és a két lépcsőtorony. A templomot 1666-ban, 1712-ben és 1724-ben barokk stílusban átépítették. 1882 és 1899 között Steindl Imre tervei szerint neogótikus stílusban felújították. Steindl, mint  a magyarországi historizáló építészet jeles képviselője a templomot igyekezett megszabadítani a barokk elemektől  és azt neogótikus ízlés szerinti elemekkel kívánta kiegészíteni. A munkák során csillaghálós szerkezetű boltozat került a szentélyre, s a lépcsőtornyokat is új tetővel fedték be. A legtöbb változás a nyugati homlokzaton történt. Ekkor készült az erkély, felette a baldachin alatt álló Mária szoborral. De eredeti szépségében megmaradt a csúcsíves kapu a timpanonnal, benne egy kinyílt rózsával, szétágazó ágú fatörzzsel, valamint két, oroszlánt és egyszarvút ábrázoló címerpajzzsal. A templomnak egyedülálló, pécsi Zsolnay-majolikából készült főoltára van. Ugyancsak a pécsi Zsolnay-gyárban készült a szószék mellvédje és a keresztelő medence is. A keresztelőkút gazdag díszítésű kovácsoltvas tetejét Budapestről hozták. Róth Miksa üvegfestő üzemében Budapesten készültek a templomhajó Magyarország szentjeit ábrázoló üvegablakai. A templom szentélyének zárókövét a Kossuth-címer díszíti. Értékesek a templom hímzett díszítései is. 2000 és 2001 között a templomot a potsdami Köhler-Fizikai Kutatóintézet támogatásával radarméréses vizsgálatoknak vetették alá és a szentély alatt korábbi falmaradványokra, illetve a templomhajó alatt és a templom körül alatt három egymás feletti rétegben elhelyezkedő temetkezésekre bukkantak. Ezek egy korábbi kisebb méretű templom és az azt körülvevő temető létezésére utalnak.
- A temető régi sírkövei.
- A közelben barnaszénbánya is van.